# The Vapors
The Vapors ist eine Postpunk- und New-Wave-Band aus dem britischen Guildford. Mit Turning Japanese hatte die Gruppe 1980 ihren einzigen Hit in Großbritannien. 

## Geschichte
Gegründet wurde The Vapors 1978 von Sänger und Gitarrist Dave Fenton. 1979 wurde die Besetzung mit Gitarrist Ed Bazalgette, Schlagzeuger Howard Smith und E-Bassist Steve Smith vervollständigt. Eines der ersten Konzerte der Band in Guildford sah Bruce Foxton von The Jam. Er lud sie daraufhin als Vorband zur Setting-Sons-Tournee ein und übernahm gemeinsam mit The-Jam-Manager John Weller das Management von The Vapors. Die Band wurde von United Artists Records unter Vertrag genommen und veröffentlichte Ende 1979 die wenig erfolgreiche Single Prisoners. Die zweite Single Turning Japanese hingegen wurde ein Chart-Erfolg. Zwei Monate nach dieser Single folgte das Debütalbum New Clear Days, das es allerdings nur auf hintere Chartplätze brachte. Das zweite 1981 veröffentlichte Album Magnets war ebenfalls ein kommerzieller Misserfolg. Aus diesem Grund löste sich die Gruppe im Jahr 1982 auf.
Nach 34 Jahren formierte sich die Gruppe für einen kurzen Festivalauftritt mit Turning Japanese im Frühjahr 2016 neu, dieser Auftritt wurde im Internet viel beachtet, sodass sie sich zu einer dauerhaften Wiedervereinigung entschlossen. Seitdem absolvieren sie regelmäßig Auftritte in England. Anfang 2020 kündigten sie die Veröffentlichung eines neuen Albums unter dem Titel Together an.

### „Turning Japanese“
Die Single Turning Japanese erreichte in den UK Top 40 Platz drei und in den Billboard Hot 100 Platz 36. Aufgrund des Textes wurde vermutet, dass das Stück von Masturbation und Homosexualität handelt, was Sänger und Autor des Liedes Dave Fenton stets verneinte. Beim Musikvideo zu Turning Japanese führte Russell Mulcahy Regie. In den USA gelangte das Stück zu einiger Popularität. Aufgrund eines Streiks in der TV-Branche wurden Wiederholungen japanischer Godzilla-Filme gezeigt und die Zuschauer brachten das Lied wegen seines Titels Turning Japanese, der auf Deutsch etwa Hinwendung zum Japanischen bedeutet, damit in Verbindung.
Das Lied wurde in zahlreichen Film-Soundtracks verwendet, unter anderem in Das darf man nur als Erwachsener (1984), 3 Engel für Charlie (2000), Jackass: The Movie (2002) und Let Me In (2010). Das Lied wurde 1995 von Liz Phair gecovert. 2010 drehte der japanische Pop-Artist Takashi Murakami ein Musikvideo zu dem Stück, gesungen wurde das Lied von Kirsten Dunst als „Majokko Princess“.

## Diskografie
Alben
- 1980: New Clear Days
- 1981: Magnets
- 2020: Together

Singles
- 1979: Prisoners
- 1980: Turning Japanese

## Belege
1. 1 2 3 4  Rick Buckler: That’s Entertainment: My Life in The Jam. Omnibus Press, 2012, ISBN 978-1-78323-530-8, S. 143 f.
2. ↑  The Vapors are reuniting for their first shows in 35 years - Goldmine Magazine. In: Goldmine Magazine. 13. September 2016 (goldminemag.com [abgerufen am 22. September 2018]).
3. ↑  The Vapors Official (@vaporsofficial). In: Twitter. Abgerufen am 22. September 2018.
4. ↑  The Vapors Official (@vaporsofficial). In: @vaporsofficial. 20. März 2020, abgerufen am 20. März 2020 (englisch).
5. 1 2  Quellen Chartplatzierungen: UK US, abgerufen am 18. Februar 2016.
6. ↑  Auszeichnungen für Musikverkäufe: UK
7. ↑  Mark O’Thomas: Turning Japanese. In: Christa Albrecht-Crane, Dennis Cutchins (Hrsg.): Adaptation Studies. New Approaches. Fairleigh Dickinson Univ. Press, 2010, ISBN 978-0-8386-4262-7, S. 46 f. (eingeschränkte Vorschau in der Google-Buchsuche).
8. ↑  10. The Vapors – ‘Turning Japanese’. In: Rolling Stone. Abgerufen am 18. Februar 2016 (englisch).